# الکساندر هایدوک
الکساندر هایدوک (اوکراینی: Олександр Володимирович Гайдук؛ زادهٔ ۱۱ مهٔ ۱۹۷۲) بازیکن فوتبال اهل اتحاد جماهیر شوروی سوسیالیستی است.